# Adstringência

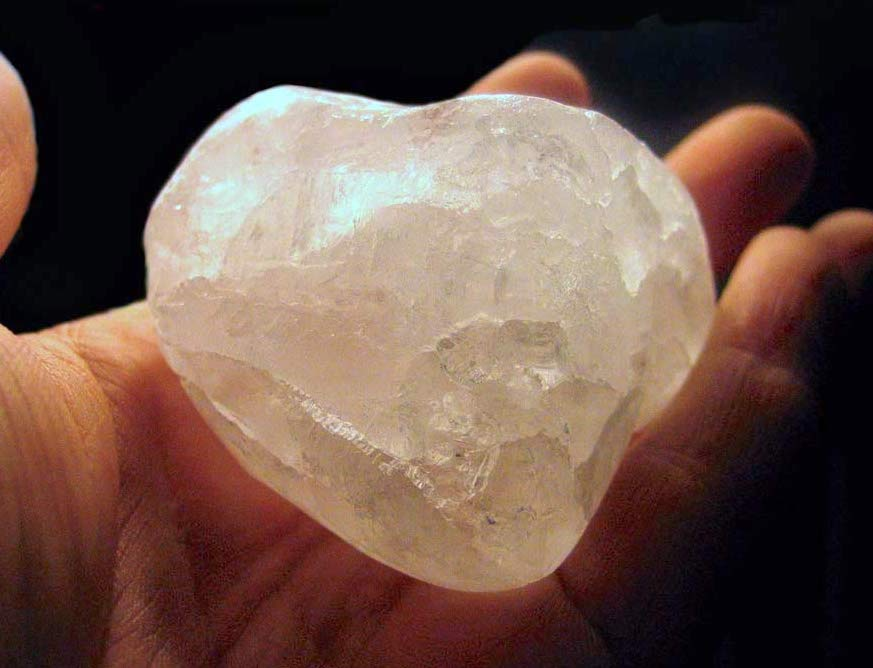
Cristal de alume, um composto adstringente

Adstringência é definida como o resultado de um composto que reage com proteínas tanto estruturais quanto enzimáticas, precipitando-as em derivados insolúveis (na maior parte dos solventes conhecidos e não biodegradáveis). A palavra é derivada do Latim (adstringere), que quer dizer apertar, estreitar, prender.
Em Biologia, adstringente é o produto que contrai, estreita, reduz, produz constrição, união, ligação; que contrai os tecidos e vasos sanguíneos, diminuindo a secreção das mucosas; contrai ou recobre os tecidos orgânicos, diminuindo as secreções ou formando camada protetora; contrai os tecidos, combatendo diversas moléstias inflamatórias da boca, garganta, intestinos, órgãos genitais; provoca contração das mucosas, dos vasos e dos tecidos.
Um tipo especial de adstringência é a hemostática, em produtos que são ditos hemostáticos ou estípticos, capazes de causar a coagulação do sangue de maneira imediata e conter hemorragias. Um exemplo de uma substância hemostática é o alúmen.
Pode ser encontrado em: pedra-hume, açoita-cavalo, agrião, álamo, aperta-ruão, aroeira, jaca, avenca, barbatimão, begônia, bolsa-de-pastor, buranhém, cambuí, caqui, casca-de-anta, casca-de-cedro, cavalinha, chicória, chorão, cipó-chumbo, cipó-escada, goiabeira, guabiroba, guaraná, jatobá, jequitibá, maçã, marmeleiro, mate verde, mil-em-rama, nogueira, óleo de alho, óleo de eucalipto, romã, rosa, rúcula, sempre-viva, hamamélis, videira (folhas), podendo, então, serem considerados um fito medicamento.